# قرة ماخر
قرة ماخر (بالفارسية: قره‌ماخر) هي قرية تقع في غلستان في إيران. يقدر عدد سكانها بـ 1,100 نسمة .